# 1978 aux Territoires du Nord-Ouest
Chronologie des Territoires du Nord-Ouest
- 1974
- 1975
- 1976
- 1977
- 1978
- 1979
- 1980
- 1981
- 1982

Cette page concerne des événements survenus en 1978 dans le territoire canadien des Territoires du Nord-Ouest.

## Politique
- Premier ministre : Stuart Milton Hodgson (Commissaire en gouvernement)
- Commissaire :
- Législature :

## Événements
- 24 janvier : le satellite soviétique Cosmos 954 s'écrase dans les Territoires du Nord-Ouest.